# Pyrrhocorax pyrrhocorax

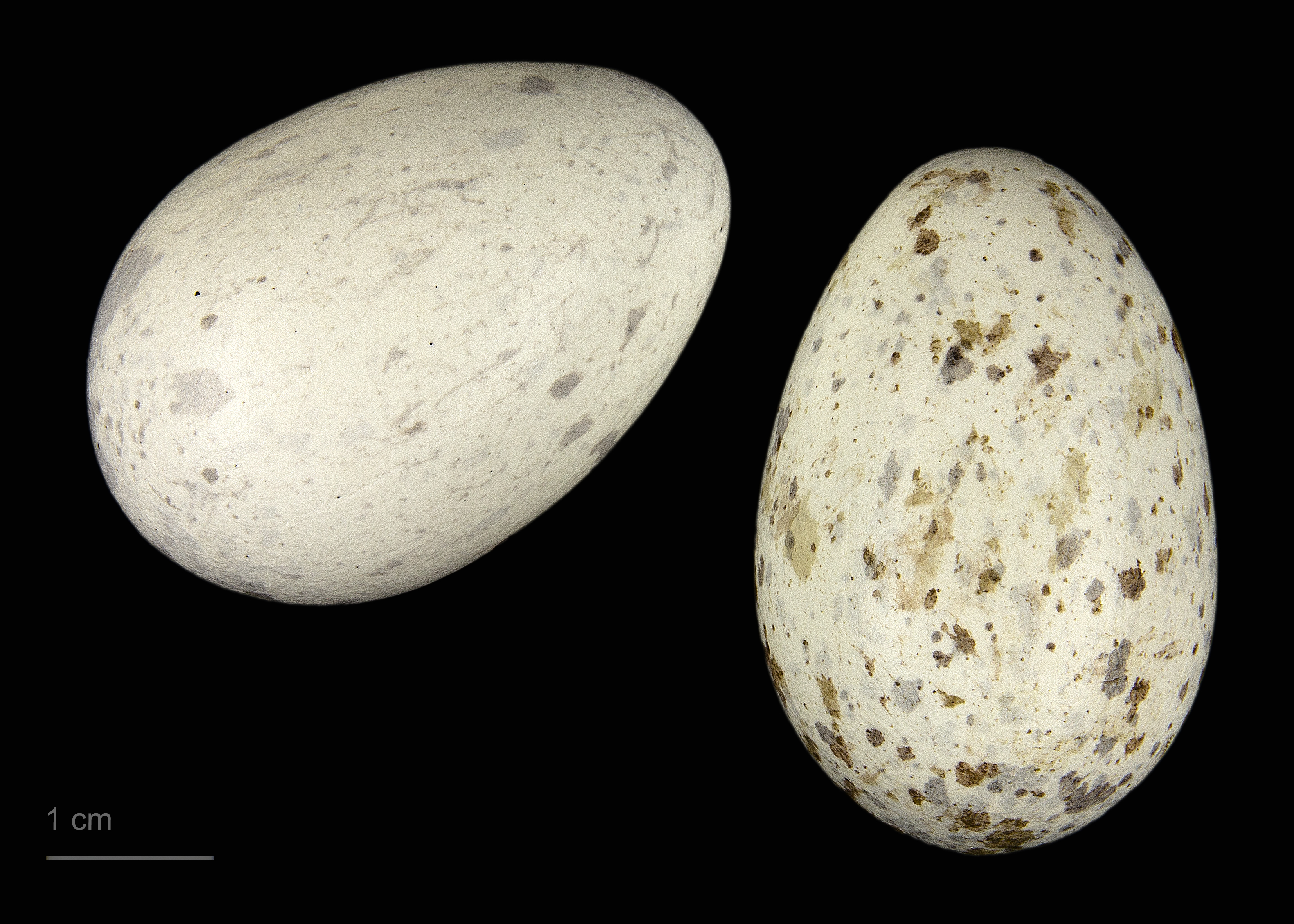
Pyrrhocorax pyrrhocorax - MHNT

La chova piquirroja o chova de pico rojo (Pyrrhocorax pyrrhocorax) es una especie de ave paseriforme de la familia Corvidae. Las ocho subespecies viven en España, Irlanda y Gran Bretaña hasta Asia Central, la India y China.
Su plumaje es negro con reflejos iridiscentes, el pico es largo y las patas son curvas y de color rojo brillante. Su llamada es sonora y resonante. El vuelo es de largo alcance, acrobático y mantiene abiertas las plumas primarias por largo tiempo. Es monógama y permanece fiel a su pareja en el sitio de reproducción, que por lo general es una cueva o en la grieta de un acantilado. Construye un nido de lana y raíces finas, donde la hembra pone de tres a cinco huevos. Particularmente sociable entre las temporadas de reproducción, vuela en bandadas y busca comida en las praderas. Consume principalmente invertebrados, pero también frutas, como cerezas y arándanos.
Aunque propensa a la depredación y el parasitismo, la principal amenaza son los cambios en las prácticas agrícolas, que conducen a la reducción de la población, extinciones locales o distribuciones fragmentadas en Europa; sin embargo, el ave no está globalmente amenazada. A su vez, la chova estuvo asociada con la piromanía y tiene vínculos con santo Tomás Becket y el condado de Cornualles. Está representado en los sellos postales de varios países, incluyendo la Isla de Man y Gambia.

## Descripción
Los adultos miden 39 a 43 cm de longitud (desde el pico hasta la cola) y con una envergadura de 76 a 80 cm (o 90 cm). El ala mide unos 27 a 31 cm, la cola unos 15-17 cm, el pico tiene 4 a 5,8 cm y el tarso mide 4,5 a 5,7 cm. No se observa dimorfismo sexual, pero el sexo de las aves puede determinarse por el tamaño del pico y el tarso. El ave pesa 280-360 g, con una media de 310 g.
El plumaje es completamente negro, con destellos verdosos, azules y púrpuras —más discretos en las hembras—. Las patas son rojizas. El pico es largo, rojo bermellón y ligeramente curvado, pero se adelgaza gradualmente hacia la punta y se adaptada a la forma de comer; está rematado por un penacho nasal que no excede una sexta parte de la longitud total. Las alas son largas y estrechas, aproximadamente el doble de la longitud de la cola. El plumaje de los jóvenes es más tenue, excepto en las plumas de vuelo. El pico es amarillo anaranjado y las patas son rosadas, hasta su primer otoño. La longitud del pico y las alas es más corta que los adultos.

## Hábitat
Habita en zonas de costa y montaña con acantilados, en especial en las proximidades de zonas ganaderas o cortados fluviales.
Además, en Trujillo, Cáceres, hay una colonia de chovas que supera a la de palomas.

## Alimentación
Se alimentan principalmente de insectos, especialmente de gusanos y sus larvas.

## Reproducción
Los nidos de las colonias se sitúan en cuevas y repisas de barrancos y acantilados. La puesta consta de 3 a 6 huevos que pone entre abril y junio.

## Subespecies
- Pyrrhocorax pyrrhocorax barbarus, endémica de La Palma y comúnmente denominada graja.